# ピーテル・ブリューゲル
ピーテル・ブリューゲル（Pieter Bruegel(Brueghel) de Oude [ˈpitər ˈbrøːɣəl], 1525年から1530年頃 - 1569年9月9日）は、16世紀のブラバント公国（現在のオランダとベルギー）の画家。「ペーター」あるいは「ペーテル」と表記されることもある。
同名の長男と区別するため「ブリューゲル（父、または老）」と表記されることが多い。

## 生涯
ブリューゲルの生涯に関する資料は極めて少なく、ほとんど1604年のカレル・ヴァン・マンデルによる伝記しかない。しかし、この伝記は逸話的な要素が多く、必ずしも正確とはいえない。また、ブリューゲル自身は何も文章を残していない。

### 前半生（-1551年）
ブリューゲルの生年・生地ははっきり分かっていない。マンデルの伝記によれば、ブレダ近くのブリューゲル (Breughel) という村で生まれたという。しかしながら、フランドル地方にはブリューゲルという名前の村が3つあるが、いずれもブレダからは離れている。ブリューゲルと同時代にアントウェルペンに住んだイタリア人Guicciardiniは、ブリューゲルをブレダ出身としている。マンデルは、ブリューゲルが農民を数多く描いたことから彼自身も農民出身だと考えたようだが、むしろ、人文主義者とも交流を持つ、教育を受けた都市生活者であったと考えられ、後者の方が正確である可能性が高い。ただ、彼の先祖はブリューゲルという名前の村出身であった可能性がある。
1551年、アントウェルペンの画家組合（ギルド）である聖ルカ組合に「Peeter Brueghels」という名前で加入が登録されているのが最初の記録である。組合に新規加入するのは通常21歳から26歳の間であったことから、逆算して、1525年ないし1530年頃に生まれたものと推定されている。
マンデルによれば、ブリューゲルはアントウェルペンでピーテル・クック・ファン・アールストから絵を習ったという。クックは当時最も尊敬を集めた画家の一人であり、神聖ローマ皇帝カール5世に仕えた宮廷画家であるとともに、彫刻、建築、タペストリーやステンドグラスのデザインも手がけていた。また、ブリューゲルに影響を与えたことが確実なもう一人の人物はブラウンシュヴァイク・モノグラミスト（ヤン・ファン・アムステルと同一人物と比定されている）である。ファン・アムステルはピーテル・クックの義兄であり、ブリューゲルに風景画、人物画双方における影響を与えた。
マンデルによれば、ブリューゲルはピーテル・クックのアトリエを去ってから、アントウェルペンの版画業者ヒエロニムス・コックの下で働くようになった。また、遅くとも1550年9月から、1551年10月までは、アントウェルペンを離れ、メヘレンのClaude Doriziのアトリエでピーテル・バルテンスとともに手袋製造業者のギルドのために祭壇画を制作している。

### イタリア旅行（1551年頃-1554年頃）
1551年にアントウェルペンの画家組合に加入してからほどなく、ブリューゲルはイタリアに発った。リヨンを経てモン・スニ峠を越える路程で、画家マールテン・デ・フォスも一緒だったと思われる。ブリューゲルはローマ滞在には飽きたらず、1552年、南イタリアのカラブリア州まで赴いたことが、同年トルコの攻撃で焼けたレッジョ・ディ・カラブリアの街を描いた素描から推測される。レッジョから、さらにメッシーナまで行ったことも、彼の版画から推測される。ブリューゲルの「死の勝利」はシチリア島・パレルモのスクラファーニ宮殿にあるフレスコ画に基づいたものであるとして、彼がパレルモまで足を延ばしたという説もある。ブリューゲルの最初期の作品である「イタリア風回廊のある山の風景」（1552年）と「背景に山のある渓谷」（同年）は、南イタリアで描かれたものである可能性がある。「ナポリ湾の海戦」の油絵も、南イタリアへの旅を裏付ける。
1553年までに、ローマに戻ったと思われる。ヨリス・フーフナーヘルによる2枚のエッチングに、「ピーテル・ブリューゲル画、ローマ、1553年 (Petrus Bruegel Fecit Romae Ao 1553)」という銘が入っている。また、ローマの「リパ・グランデの港」の素描も残っている。さらに、ローマの啓蒙家ジュリオ・クローヴィオの収蔵品目録に「半分を自分が、半分をピーテル・ブリューゲルが描いた細密画」、その他ブリューゲルの「バベルの塔」、ガッシュ水彩画「リヨンの眺め」等数点の作品が記載されていることも、ローマ滞在の証拠である。
ブリューゲルは、遅くとも1554年には北方に戻っている。その時の道のりについては、モン・スニ峠、スイス、リヨンを通ったのか、これより東のミュンヘンを通るルートだったのか、争いがある。マンデルは、「ブリューゲルはアルプスで全ての山々と岩々を飲み込み、帰ってから、それをキャンバスとパネルの上に吐き出した」と書いている。

### アントウェルペン（1554年頃-1562年）
ブリューゲルは、1555年までにはアントウェルペンに戻っている。1555年、ヒエロニムス・コックが「大風景画」と呼ばれる12枚の版画を出版していることから分かる。ブリューゲルの油絵で日付の付されたものは、1557年が最初である。
当時のアントウェルペンは、アジアへのアフリカ航路、アメリカへの大西洋航路の開拓などにより、地中海沿岸都市に代わり大航海の一大拠点となるとともに、絹・香辛料をもたらす中東、穀物を産するバルト海、羊毛を産するイギリスを結ぶ南北貿易でも栄え、ヨーロッパの中で成長著しい都市であった。芸術も盛んであり、1560年には360人の画家がいたと言われる（1569年時点でアントウェルペンの人口は約89,000人）。
ブリューゲルは、アブラハム・オルテリウスや出版業者クリストフ・プランタンなど、オランダの著名な人文学者たちと親交を持っていた。1559年から、彼はブラックレター体の「brueghel」からローマ大文字の「BRVEGEL」に変えているが、Hを落としたのは、人文学者の慣習に従いラテン語的な書き方を採用したものと考えられる。
1562年の作品「二匹の猿」には、後景にアントウェルペンの港町が描き込まれている。

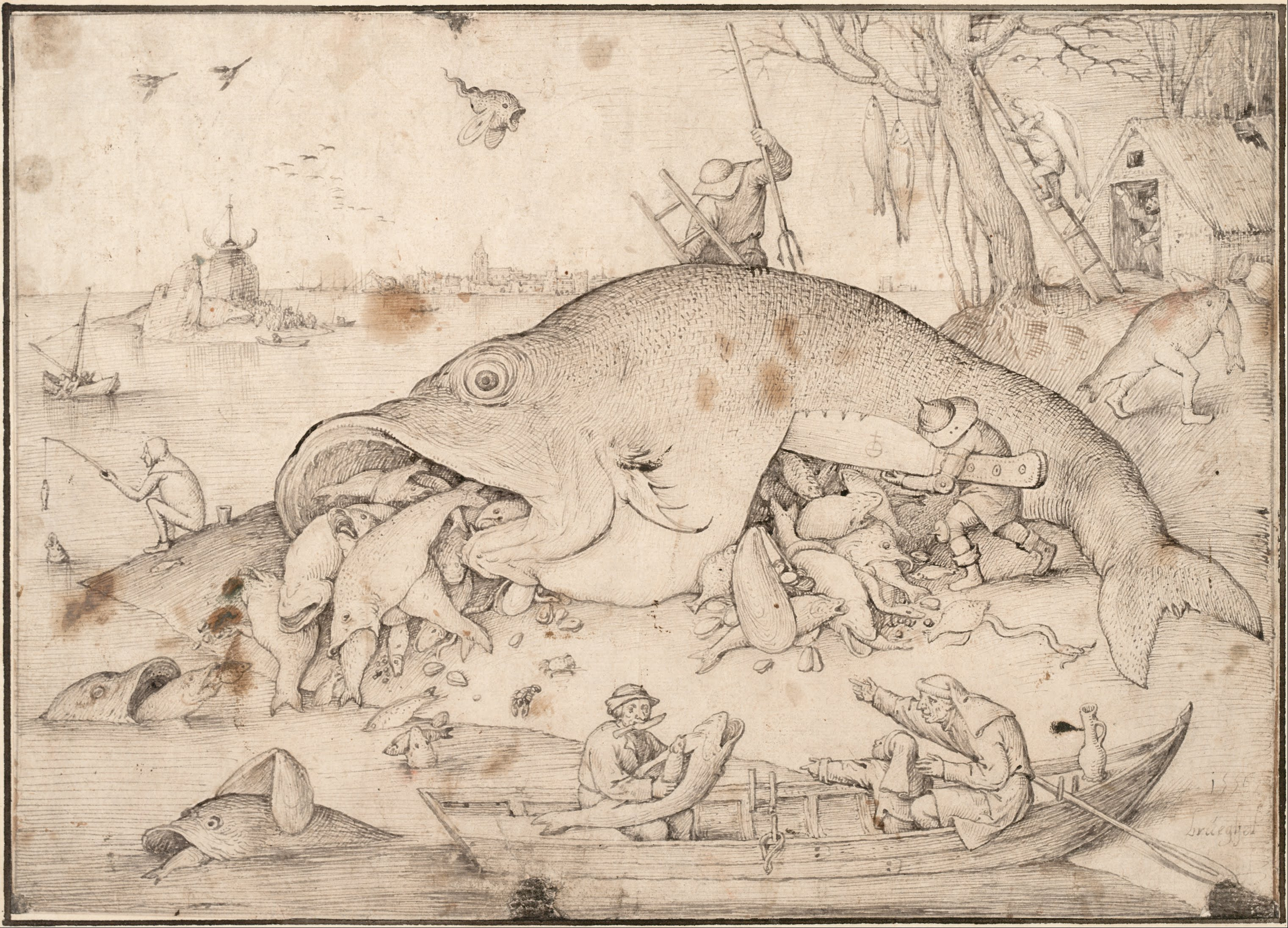
「大きな魚が小さな魚を食う」1557年。版画。
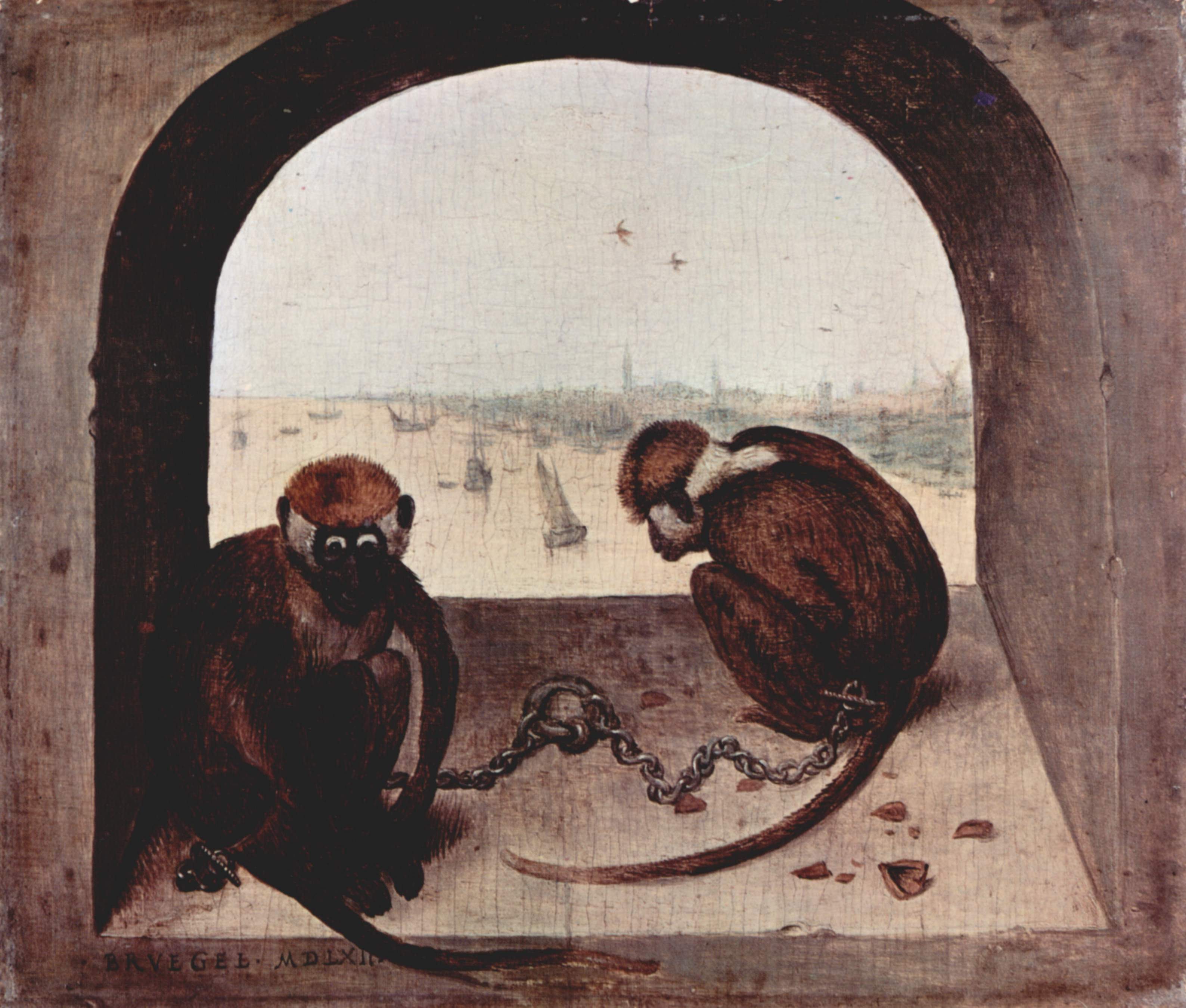
「二匹の猿」1562年。

### ブリュッセル（1563年-1569年）
1563年、ブリューゲルは、マリア・クック（1545年生? - 1578年没）と結婚した。マリアは、ピーテル・クックと、啓蒙家で水彩画家のマイケン・フェルフルストとの間の末娘である。ブリューゲルは、結婚と同時にブリュッセルに移り住んだ。彼の主要作品の多くはブリュッセル時代に制作された。マリアとの間には、長男ピーテル・ブリューゲル、次男ヤン・ブリューゲルと娘1人が生まれた。
1567年8月、スペイン王フェリペ2世から派遣された第3代アルバ公フェルナンド・アルバレス・デ・トレドがブリュッセルに入市し、プロテスタント（新教徒）に対する激しい弾圧を行った。ブリューゲルはこの事態を間近で見ることとなった。
マンデルによれば、ブリューゲルは、死の直前、妻に、「余りに直截的・風刺的な」素描を焼き捨てさせたという。マンデルは、「後悔の念からか、妻が迫害されたり何らかの形で責任を問われたりすることを恐れたためか」と記している。この記述をめぐって、ブリューゲルの政治的・宗教的立場が、例えば再洗礼派のように、微妙なものであったのではないかという推測が行われてきた。ブリューゲルは、メヘレン大司教アントワーヌ・ド・グランヴェルから尊崇を受けており、フェリペ2世に仕えたアブラハム・オルテリウスとも親友であった一方、哲学的には新ストア主義に近く、デジデリウス・エラスムスやトマス・モア、ディルク・コールンヘルトの著作にも親しんでいたと思われる。ただ、特定の党派に属するものではなかった可能性が高い。
1569年、30代末-40代前半で没した。ノートルダム・ド・ラ・シャペル教会(Église Notre-Dame-de-la-Chapelle) に埋葬されている。

## 作品

### 概観
ブリューゲルの油絵は40点ほどが知られている。そのうち12点がウィーンの美術史美術館に収蔵されているが、これはネーデルラント総督エルンスト・フォン・エスターライヒ（1594年）及びその兄である神聖ローマ皇帝ルドルフ2世が収集したものであり、ハプスブルク家コレクションに属していた。上記の約40点以外に、現存しない作品や、複写でしか残っていない作品がある。
また、素描及び版画も多く残っている。1907年には、104点の素描がブリューゲルのものとされていたが、その後の研究で他の画家によるものであることが判明したものが多く、現在でも真偽に争いがあるものも多い。しかし、例えば1556年-1558年にコックが出版したエッチングの下絵はブリューゲルのものであり、「第2のボス」との名声を確立することになった。

### 初期（1553年-1560年）
最も早期の作品は、1553年頃の「使徒に出現するキリストのある風景」であり、その中の人物はマールテン・デ・フォスが描いたものである可能性もある。また、「イカロスの墜落」の最初のバージョンも若い時に描かれたと思われる。ベルギー王立美術館所蔵の「イカロスの墜落のある風景」は、長い間ブリューゲル作とされてきたが、現在では無名の画家がブリューゲルのオリジナルを模写したものであると考えられている。
「ネーデルラントの諺」（1559年）は、初めてブリューゲルらしさが発揮された作品である。これと「子供の遊戯」（1560年）、「謝肉祭と四旬節の喧嘩」（1559年）は、併せて初期の3大作品といえる。

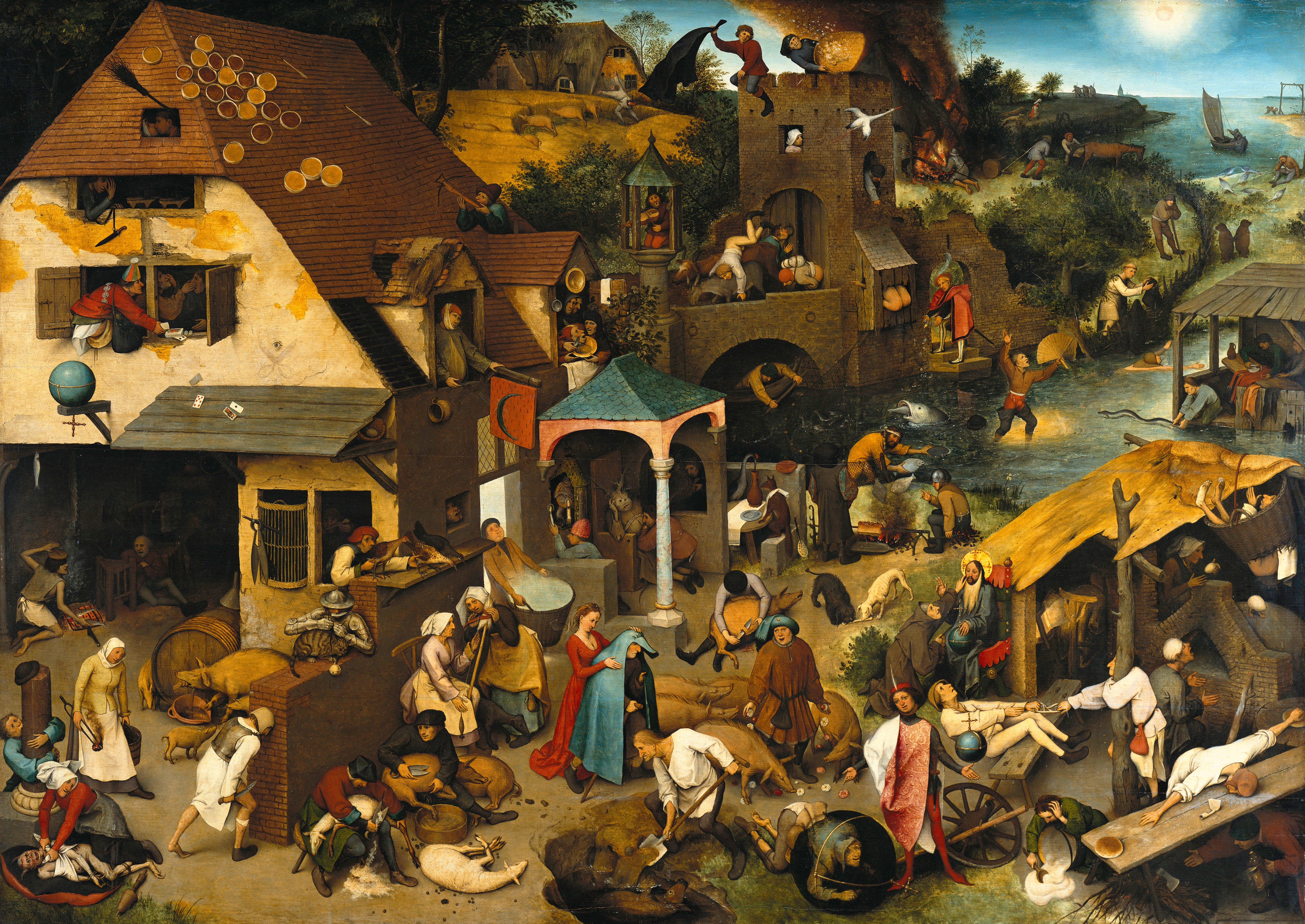
「ネーデルラントの諺」1559年、ベルリン美術館。
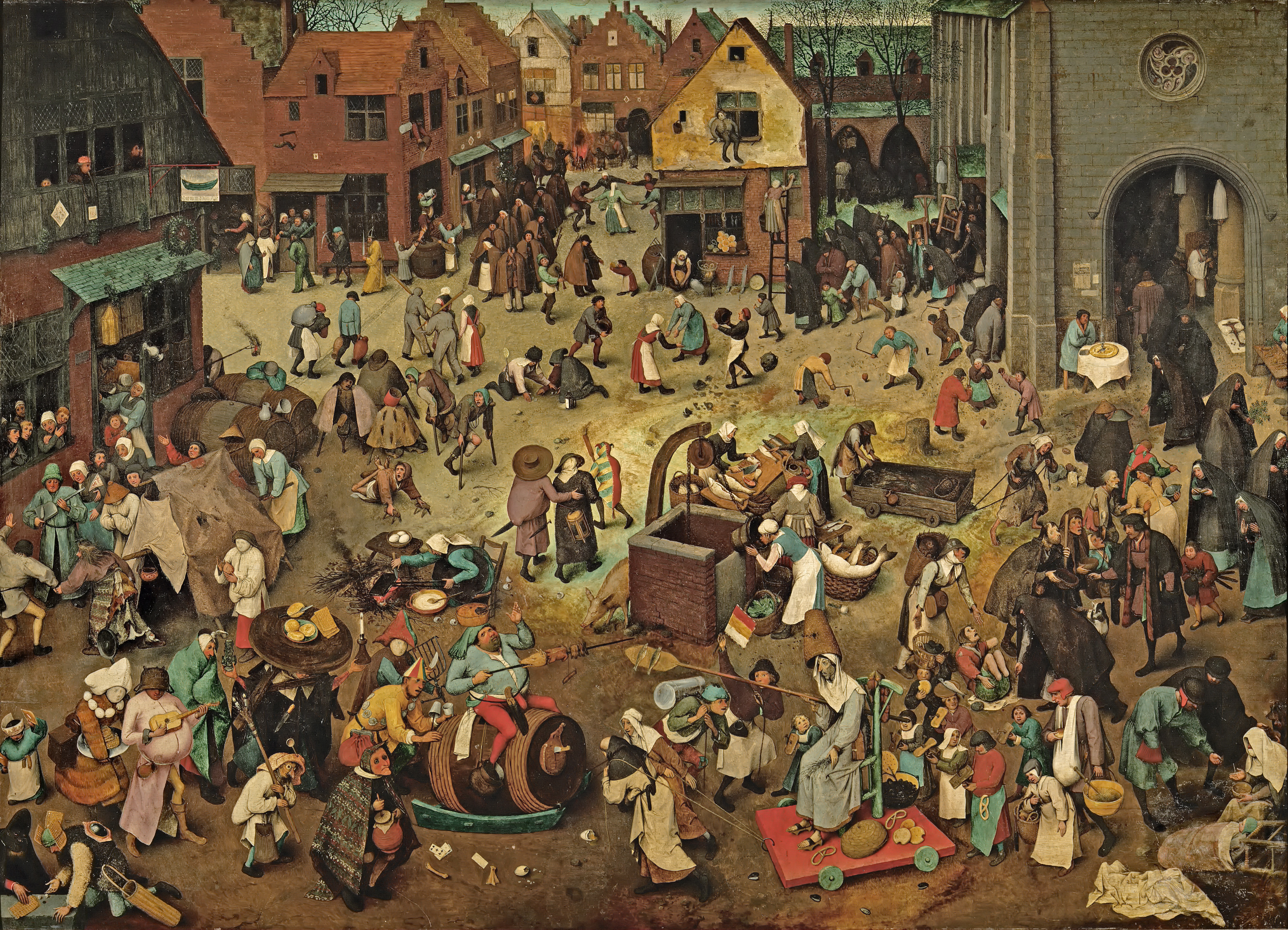
「謝肉祭と四旬節の喧嘩」1559年、美術史美術館。
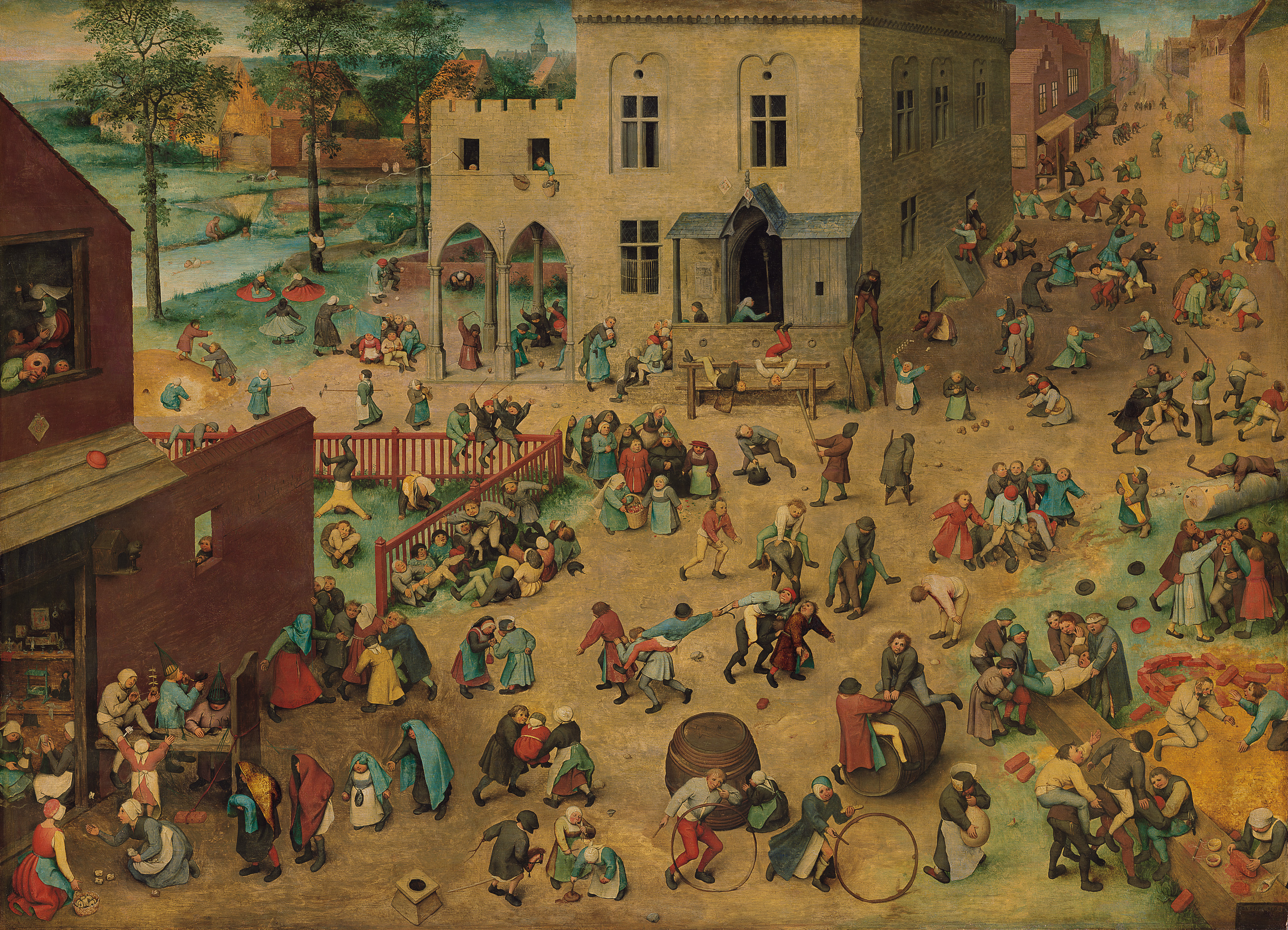
「子供の遊戯」1560年頃、美術史美術館。

### 中期（1561年-1564年）
1562年には、「叛逆天使の墜落」、「悪女フリート」を制作している。また「死の勝利」も日付が付されていないが主題の類似性からして同時期に制作されたものと推定される。この3作品は、ヒエロニムス・ボス風の絵画を希望したパトロンの注文に応じて制作されたものであろうと指摘されている。「叛逆天使の墜落」では、天使たちが天上から落ちながら怪物に姿を変えられているところが描かれており、ボスの作品に着想を得たものと考えられる。
1562年には他に「二匹の猿」、「サウルの自殺」を制作しているが、続く1563年に「エジプトへの逃避途上の風景」と「バベルの塔」（第1バージョン）という傑作を生んでいる。1564年には、大判の「ゴルゴタの丘への行進」を制作している。

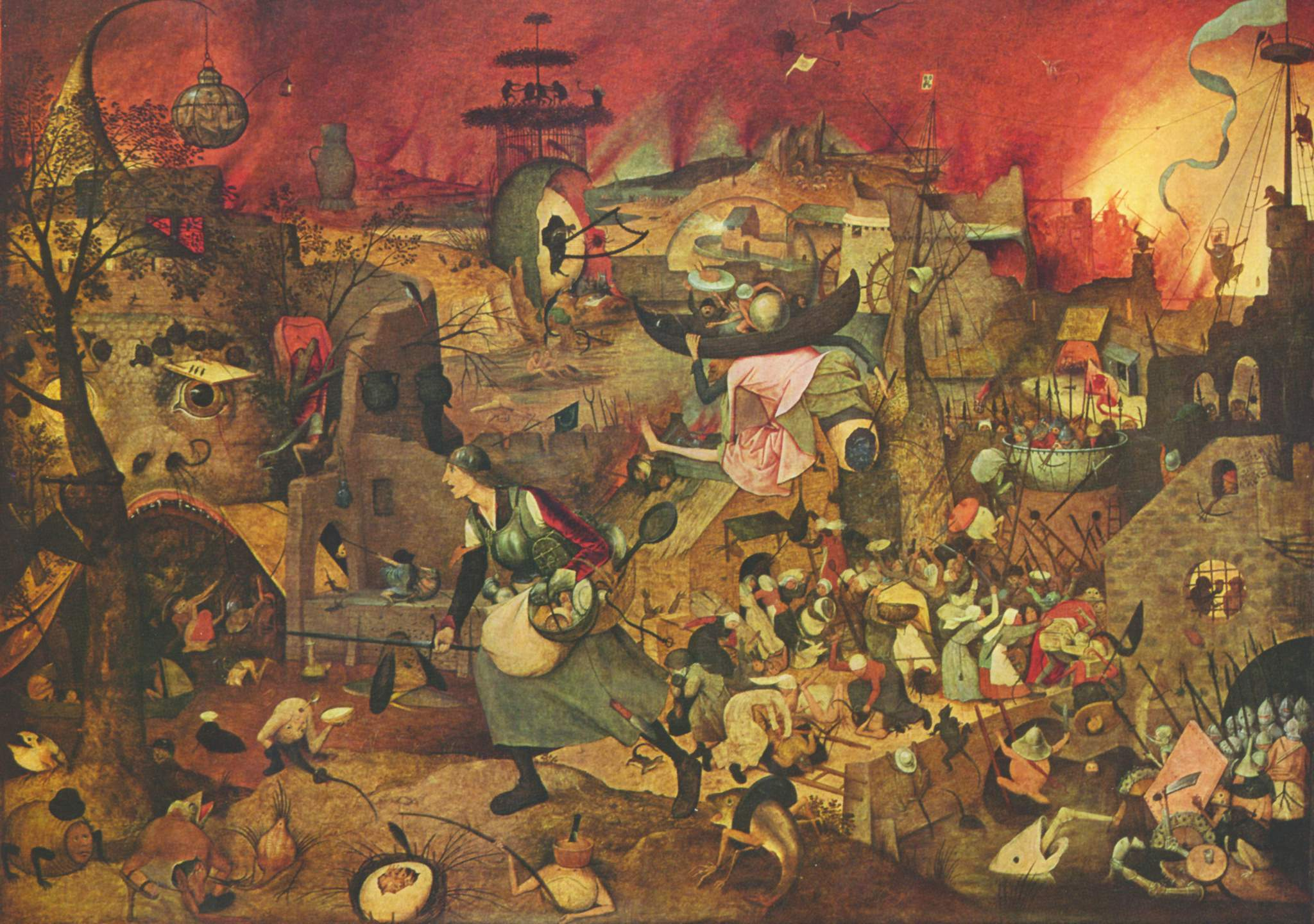
「悪女フリート」1562年、マイヤー・ファン・デン・ベルグ美術館。
「叛逆天使の墜落」1562年、ベルギー王立美術館。
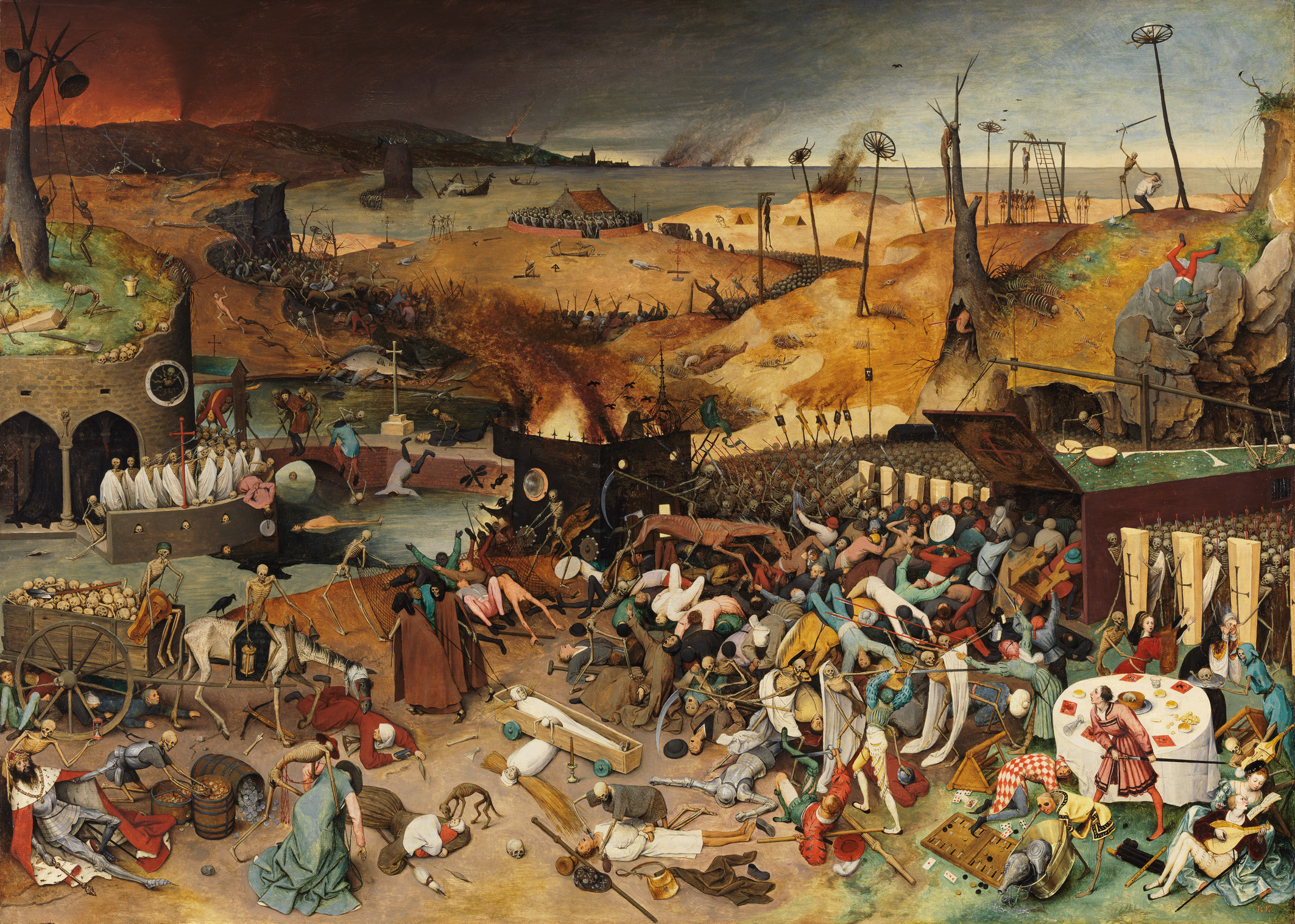
「死の勝利」1562年頃、プラド美術館。
「バベルの塔」1563年頃、美術史美術館。

### 後期（1565年-1569年）
晩年は、ブリューゲルが、それまでの風景、人物の描き方、構図における経験を結集させた時期である。約40点の油絵のうち、約30点が晩年6年間のブリュッセル時代に制作されたものである。1565年には、有名な連作月暦画のほか、宗教的主題の冬の風景画、「洗礼者聖ヨハネの説教」、「野外での婚礼の踊り」、「鳥罠のある冬景色」などを制作した。
連作月暦画は、1565年に1年がかりで完成され、当初、アントウェルペンの商人ニコラース・ヨンゲリンクの室内を飾ったと思われる。1566年、ヨンゲリンクによって、他のブリューゲルの作品やアルブレヒト・デューラー、Frans Florisの絵とともに、16,000ギルダーの借金の担保に供された。この担保は没収され、1594年、市が連作月暦画をエルンスト・フォン・エスターライヒ総督に献上した。6枚の月暦画があったと考えられ、そのうち「暗い日」（早春）、「干草の収穫」（夏）、「穀物の収穫」（秋）、「牛群の帰り」（晩秋）、「雪中の狩人」（冬）という5枚が現存している。春を描いたと思われる6枚目は失われている。
「農民の婚宴」（1568年頃）と「農民の踊り」（1568年頃）は、画面前景に大きく人物らが描かれた構図であり、寓意的意図があるというよりは、伝統的な結婚式の様子を描いたものと考えられる。この2作品はスタイル、内容ともに似ており、対で描かれたものではないかと考えられてきた。一方、後期には、「怠け者の天国」、「足なえたち」、「盲人の寓話」のような寓意的作品も描かれている。「盲人の寓話」（1568年）は、マタイによる福音書15:14の「もし盲人が盲人を手引きするなら、ふたりとも穴に落ち込むであろう」という言葉に基づいた作品であり、人類の精神的盲目性を象徴している。「農民と鳥の巣取り」（1568年）は謎の多い絵で、その意味は解明されていない。「絞首台の上のカササギ」（1568年）も様々な解釈がされてきた。

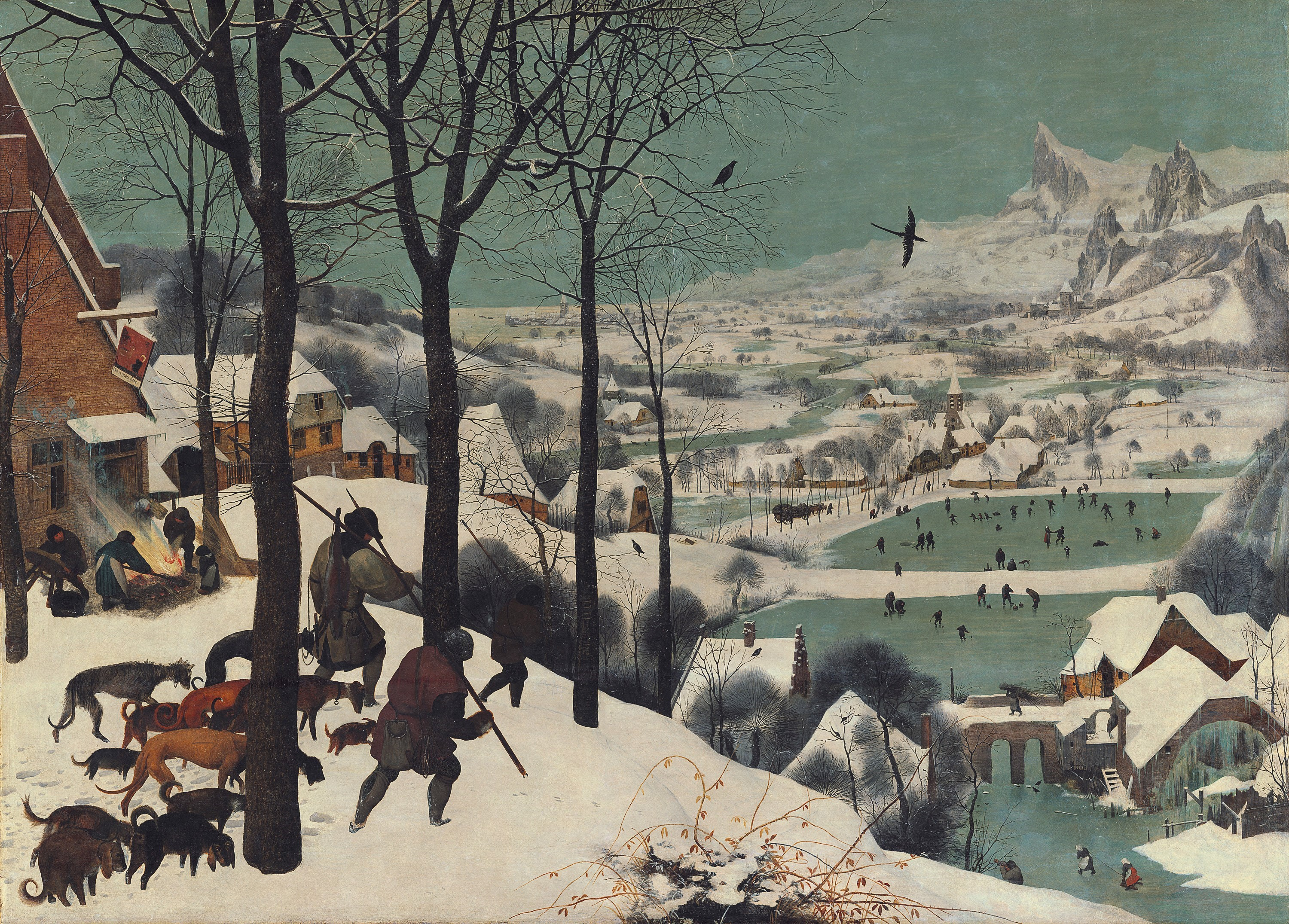
「雪中の狩人」1565年、美術史美術館。
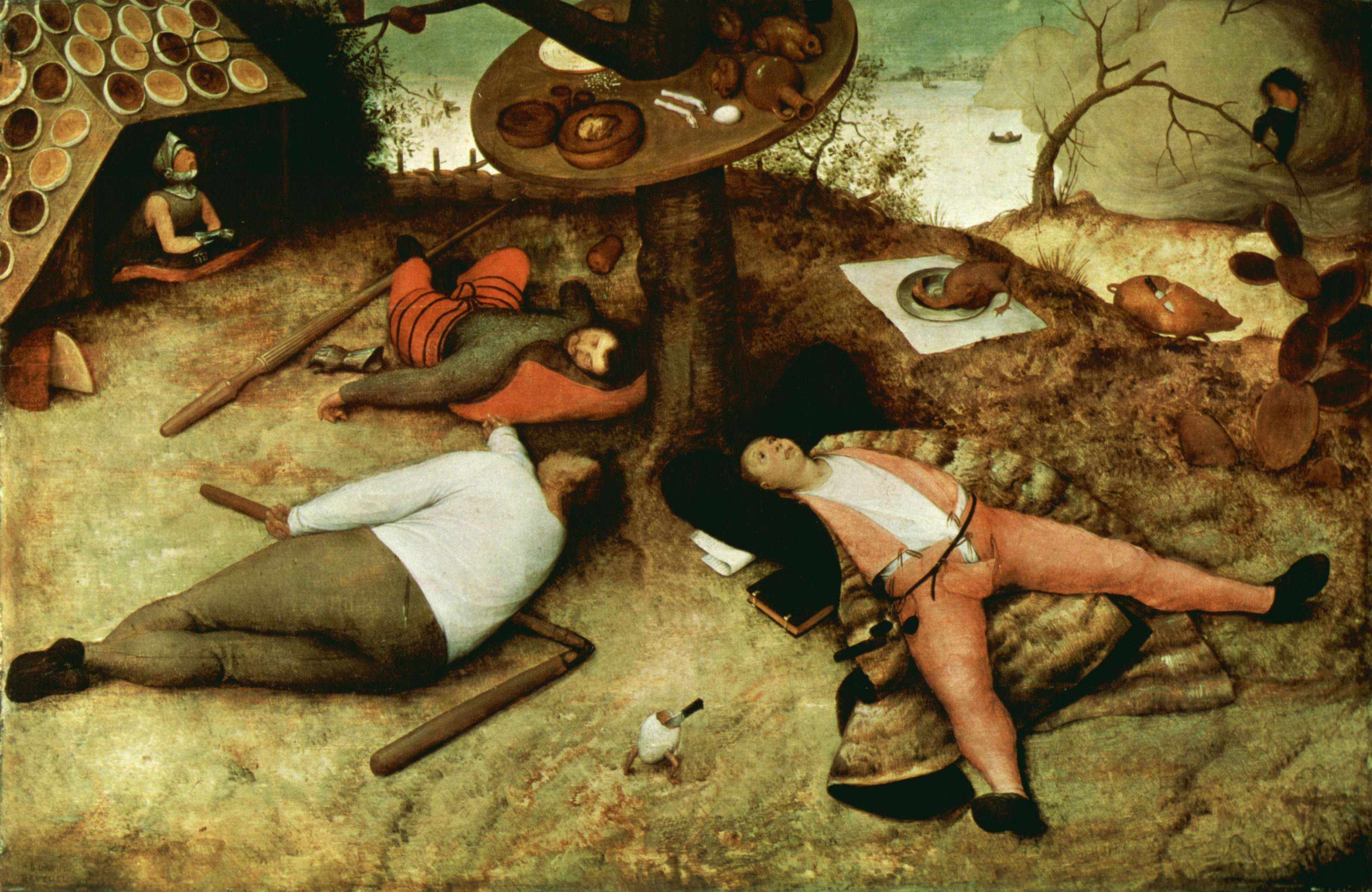
「怠け者の天国」1567年、アルテ・ピナコテーク。
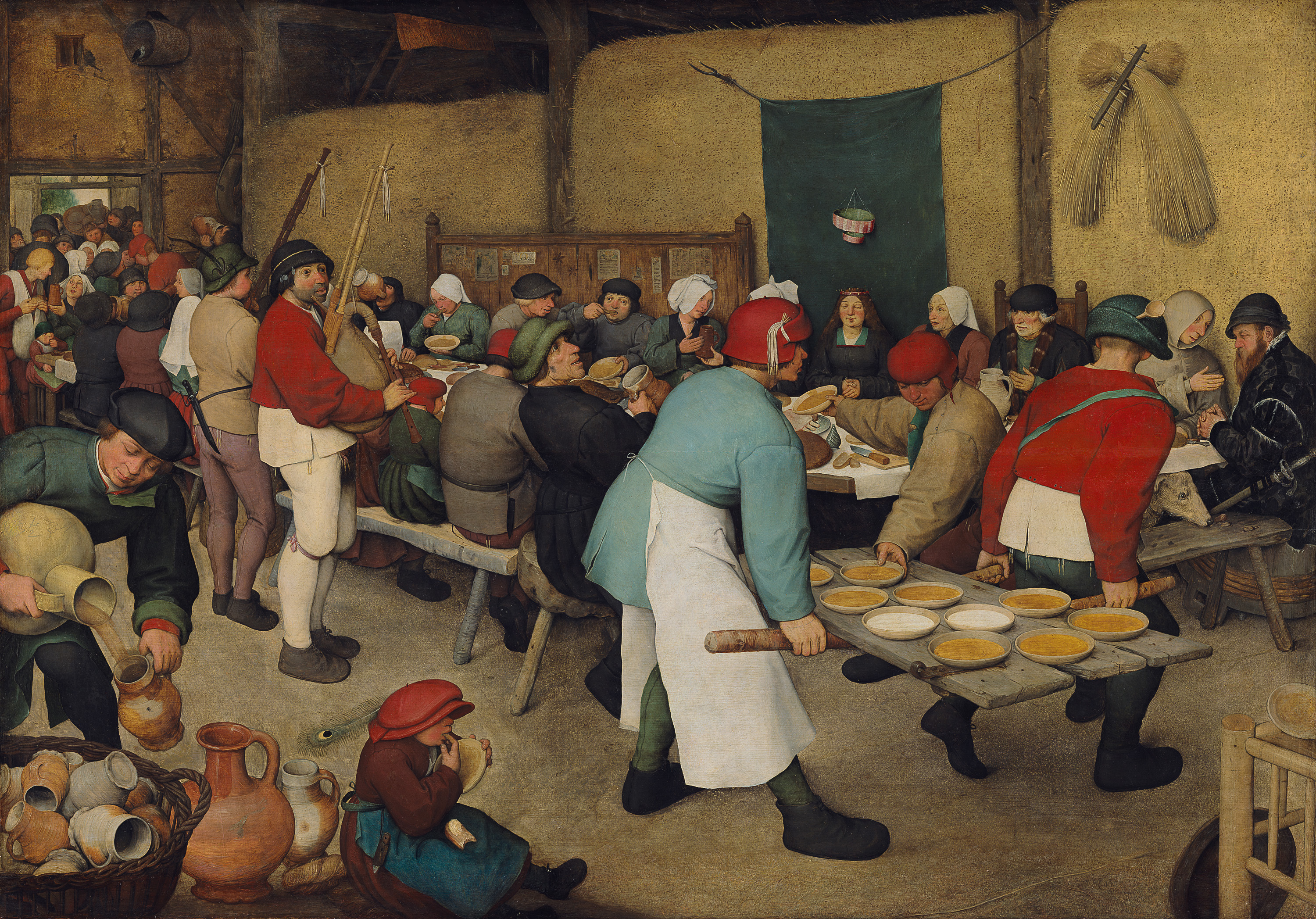
「農民の婚宴」1568年、美術史美術館。
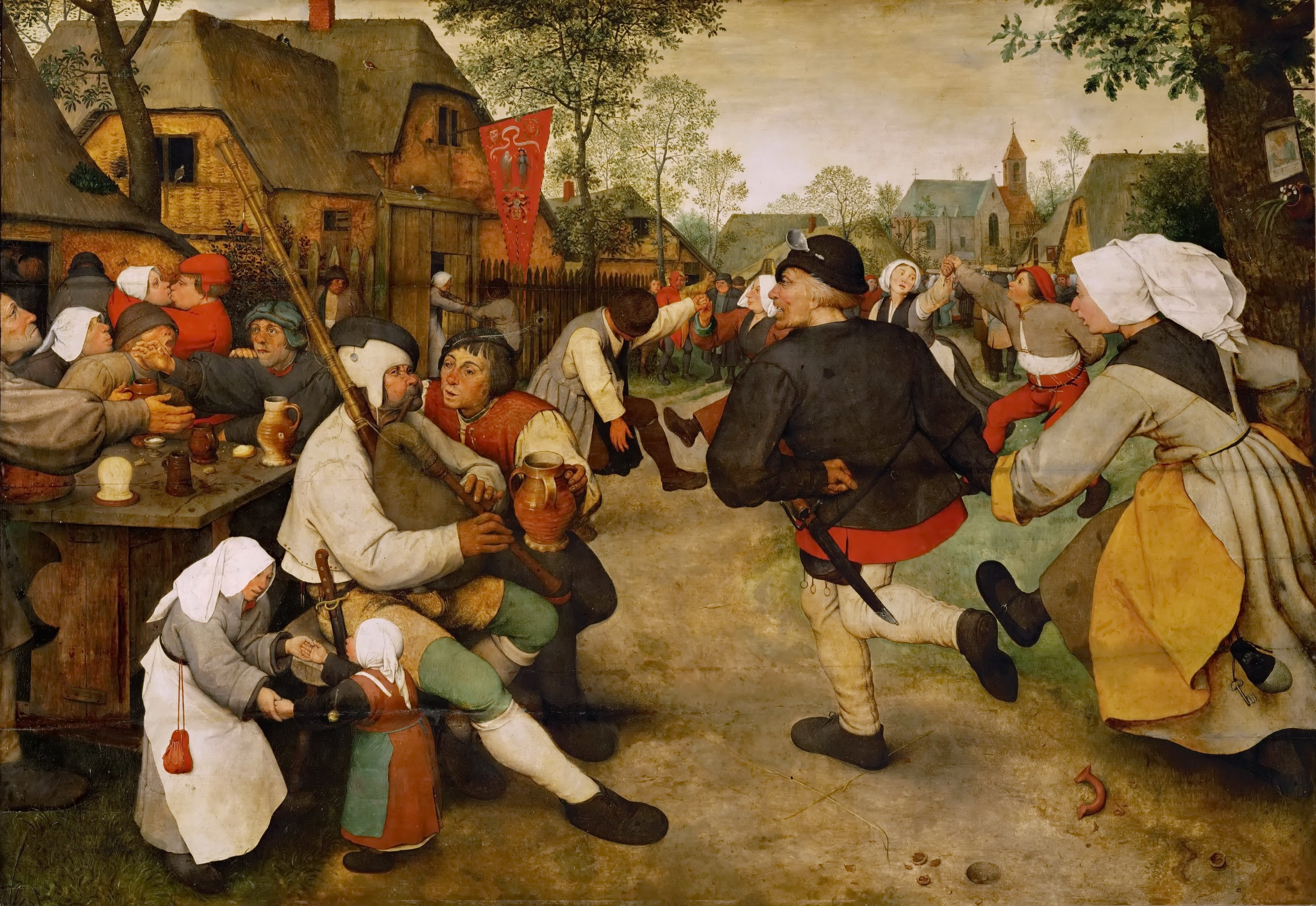
「農民の踊り」1568年、美術史美術館。
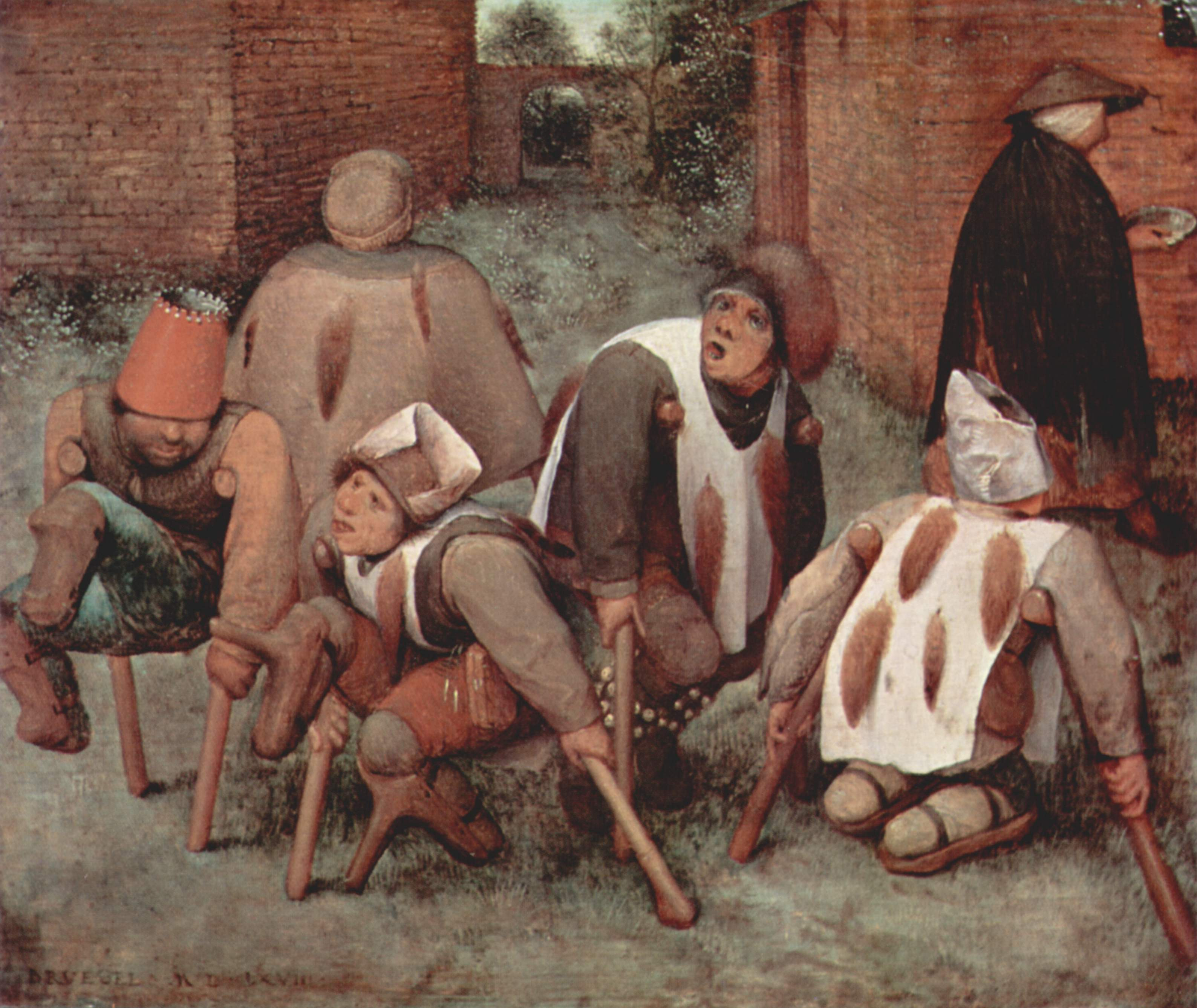
「足なえたち」1568年、ルーヴル美術館。
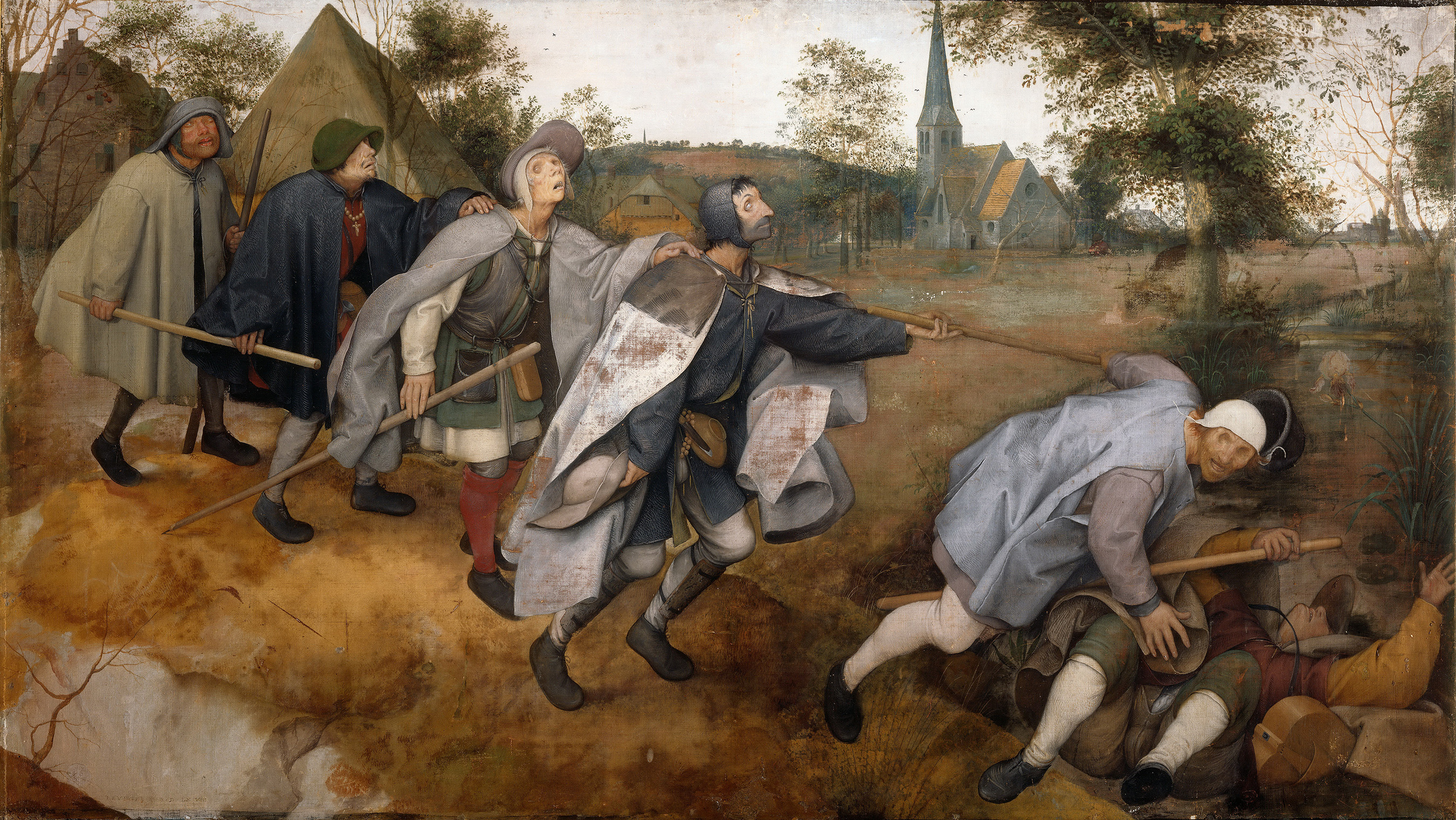
「盲人の寓話」1568年、カポディモンテ美術館。

## 評価
農民たちの生活を多く題材にしたことから「農民画家」とも呼ばれた。
画家自身、人文主義者とも交流のある教養人であり、この時代の絵画題材は農民を「無学で愚かな者」の象徴として描写されたものが多かったため、以前はブリューゲルの絵画もその例にならっただけであるとの説を採り、絵の中にキリスト教的な寓意を読み取ろうとする見方が多かった。
これに対し、森洋子や阿部謹也は、農作業に向かう娘たちの初々しい表情や、結婚式に集まる人々の歓喜の様子といった、彼らの生活の隅々にまで入り込み、「人間」としての農民たちの生き生きとして細を極める描写は、農民たちの側に立って、その心の奥まで知り尽くした者でなければ到底描け得ないものであり、こういった画一的な見方は当てはまらないとしている。
実際、ブリューゲルの作品は、驚くほど細かい細部まで丹念に描き込まれ、歴史資料、風俗史資料としても貴重な、多くの視覚情報を含んでいる。『子供の遊戯』などはこの作品に登場する「遊び」の解説だけで1冊の本が出ているほど、興味の尽きない作品であるが、こういった例はブリューゲルの作品には珍しいことではない。ブリューゲルのこれらの技法は、ヒエロニムス・ボスからの影響が濃いとの見方もある。
「股の間から景色を覗いて農村風景のスケッチをとる習慣があり、その姿勢の最中に死んだ」という民間伝承が残されており、阿部謹也は「それこそまさに“逆立ちした世界”を描き、農民との間に生きたブリューゲルにふさわしい最期だ」と評している。

## 後裔
同名の長男ピーテル・ブリューゲルは地獄の絵を描いたということで「地獄のブリューゲル」と通称される画家で、父の模作を多く作った。二男のヤンは静物画、特に花の絵を得意として「花のブリューゲル」と通称されている。ブリューゲル一族は他にも多くの画家を輩出している。もっとも、父ブリューゲルが没した時、長男は5歳、二男は1歳であって、父から直接絵画の手ほどきを受けたわけではない。
|                             |                             |                             |                             |                             |                             |  |  | ピーテル・クック・ ファン・アールスト |                         |                         |                         |                         |                         |  |  |                              |                              |                              |                              |                              |                              |  |  |          |          |          |          |          |          |  |  |                             |                             |                             |                             |                             |                             |
|                             |                             |                             |                             |                             |                             |  |  |                                       |                         |                         |                         |                         |                         |  |  |                              |                              |                              |                              |                              |                              |  |  |          |          |          |          |          |          |  |  |                             |                             |                             |                             |                             |                             |
| ピーテル・ブリューゲル (父) | ピーテル・ブリューゲル (父) | ピーテル・ブリューゲル (父) | ピーテル・ブリューゲル (父) | ピーテル・ブリューゲル (父) | ピーテル・ブリューゲル (父) |  |  | マイケン・クック                      | マイケン・クック        | マイケン・クック        | マイケン・クック        | マイケン・クック        | マイケン・クック        |  |  |                              |                              |                              |                              |                              |                              |  |  |          |          |          |          |          |          |  |  |                             |                             |                             |                             |                             |                             |
| ピーテル・ブリューゲル (父) | ピーテル・ブリューゲル (父) | ピーテル・ブリューゲル (父) | ピーテル・ブリューゲル (父) | ピーテル・ブリューゲル (父) | ピーテル・ブリューゲル (父) |  |  | マイケン・クック                      | マイケン・クック        | マイケン・クック        | マイケン・クック        | マイケン・クック        | マイケン・クック        |  |  |                              |                              |                              |                              |                              |                              |  |  |          |          |          |          |          |          |  |  |                             |                             |                             |                             |                             |                             |
|                             |                             |                             |                             |                             |                             |  |  |                                       |                         |                         |                         |                         |                         |  |  |                              |                              |                              |                              |                              |                              |  |  |          |          |          |          |          |          |  |  |                             |                             |                             |                             |                             |                             |
|                             |                             |                             |                             |                             |                             |  |  |                                       |                         |                         |                         |                         |                         |  |  |                              |                              |                              |                              |                              |                              |  |  |          |          |          |          |          |          |  |  |                             |                             |                             |                             |                             |                             |
| ピーテル・ブリューゲル (子) | ピーテル・ブリューゲル (子) | ピーテル・ブリューゲル (子) | ピーテル・ブリューゲル (子) | ピーテル・ブリューゲル (子) | ピーテル・ブリューゲル (子) |  |  | イザベラ                              | イザベラ                | イザベラ                | イザベラ                | イザベラ                | イザベラ                |  |  | ヤン・ブリューゲル (父)      | ヤン・ブリューゲル (父)      | ヤン・ブリューゲル (父)      | ヤン・ブリューゲル (父)      | ヤン・ブリューゲル (父)      | ヤン・ブリューゲル (父)      |  |  | カタリナ | カタリナ | カタリナ | カタリナ | カタリナ | カタリナ |  |  |                             |                             |                             |                             |                             |                             |
| ピーテル・ブリューゲル (子) | ピーテル・ブリューゲル (子) | ピーテル・ブリューゲル (子) | ピーテル・ブリューゲル (子) | ピーテル・ブリューゲル (子) | ピーテル・ブリューゲル (子) |  |  | イザベラ                              | イザベラ                | イザベラ                | イザベラ                | イザベラ                | イザベラ                |  |  | ヤン・ブリューゲル (父)      | ヤン・ブリューゲル (父)      | ヤン・ブリューゲル (父)      | ヤン・ブリューゲル (父)      | ヤン・ブリューゲル (父)      | ヤン・ブリューゲル (父)      |  |  | カタリナ | カタリナ | カタリナ | カタリナ | カタリナ | カタリナ |  |  |                             |                             |                             |                             |                             |                             |
|                             |                             |                             |                             |                             |                             |  |  |                                       |                         |                         |                         |                         |                         |  |  |                              |                              |                              |                              |                              |                              |  |  |          |          |          |          |          |          |  |  |                             |                             |                             |                             |                             |                             |
|                             |                             |                             |                             |                             |                             |  |  |                                       |                         |                         |                         |                         |                         |  |  |                              |                              |                              |                              |                              |                              |  |  |          |          |          |          |          |          |  |  |                             |                             |                             |                             |                             |                             |
|                             |                             |                             |                             |                             |                             |  |  | ヤン・ブリューゲル (子)               | ヤン・ブリューゲル (子) | ヤン・ブリューゲル (子) | ヤン・ブリューゲル (子) | ヤン・ブリューゲル (子) | ヤン・ブリューゲル (子) |  |  | アンブロシウス・ブリューゲル | アンブロシウス・ブリューゲル | アンブロシウス・ブリューゲル | アンブロシウス・ブリューゲル | アンブロシウス・ブリューゲル | アンブロシウス・ブリューゲル |  |  | アンナ   | アンナ   | アンナ   | アンナ   | アンナ   | アンナ   |  |  | ダフィット・テニールス (子) | ダフィット・テニールス (子) | ダフィット・テニールス (子) | ダフィット・テニールス (子) | ダフィット・テニールス (子) | ダフィット・テニールス (子) |
|                             |                             |                             |                             |                             |                             |  |  | ヤン・ブリューゲル (子)               | ヤン・ブリューゲル (子) | ヤン・ブリューゲル (子) | ヤン・ブリューゲル (子) | ヤン・ブリューゲル (子) | ヤン・ブリューゲル (子) |  |  | アンブロシウス・ブリューゲル | アンブロシウス・ブリューゲル | アンブロシウス・ブリューゲル | アンブロシウス・ブリューゲル | アンブロシウス・ブリューゲル | アンブロシウス・ブリューゲル |  |  | アンナ   | アンナ   | アンナ   | アンナ   | アンナ   | アンナ   |  |  | ダフィット・テニールス (子) | ダフィット・テニールス (子) | ダフィット・テニールス (子) | ダフィット・テニールス (子) | ダフィット・テニールス (子) | ダフィット・テニールス (子) |
|                             |                             |                             |                             |                             |                             |  |  |                                       |                         |                         |                         |                         |                         |  |  |                              |                              |                              |                              |                              |                              |  |  |          |          |          |          |          |          |  |  |                             |                             |                             |                             |                             |                             |
|                             |                             |                             |                             |                             |                             |  |  | アブラハム・ブリューゲル              |                         |                         |                         |                         |                         |  |  |                              |                              |                              |                              |                              |                              |  |  |          |          |          |          |          |          |  |  |                             |                             |                             |                             |                             |                             |